# Bonini (Capodistria)
Bonini (Bonini in sloveno, pronuncia [bɔˈniːni]) è un insediamento (naselje) della municipalità di Capodistria nella regione statistica del Litorale-Carso in Slovenia.